# Onyekachi Okonkwo
Onyekachi Okonkwo (Aba, 13 de maio de 1982) é um futebolista profissional nigeriano que atua como meia.

## Carreira
Onyekachi Okonkwo representou o elenco da Seleção Nigeriana de Futebol no Campeonato Africano das Nações de 2008.